# Martin Buss
Martin Buss (německy Martin Buß) (* 7. dubna 1976, Berlín) je bývalý německý sportovec, atlet, který se v roce 2001 stal mistrem světa ve skoku do výšky. Na předešlém šampionátu v Seville získal bronz.
Začínal jako fotbalista, v sedmnácti letech přešel k atletice. V roce 1995 se stal juniorským vicemistrem Evropy, když lepším v soutěži byl jen Fin Oskari Frösén. O dva roky později uspěl na prvním ročníku mistrovství Evropy do 22 let ve finském Turku, kde získal stříbro, zlato bral Švéd Staffan Strand. Na mistrovství Evropy v atletice 1998 v Budapešti skončil čtvrtý, když o bronz ho připravil jen horší technický zápis, který měl lepší Rus Sergej Kljugin. V roce 1999 zůstal těsně pod stupni vítězů, na čtvrtém místě také na halovém mistrovství světa v Maebaši. Na halovém mistrovství Evropy 2000 v Gentu vybojoval stříbrnou medaili.
Kvůli zraněním byl nucen vynechat účast na letních olympijských hrách v Sydney 2000 a v Athénách 2004. Z důvodu přetrvávajících zdravotních problémů ukončil svoji atletickou kariéru v roce 2006.

## Úspěchy
| Rok  | Závod                              | Místo                 | Umístění | Výkon  |
| ---- | ---------------------------------- | --------------------- | -------- | ------ |
| 1995 | Mistrovství Evropy juniorů         | Nyíregyháza, Maďarsko | 2.       | 2,19 m |
| 1997 | Mistrovství Evropy do 23 let       | Turku, Finsko         | 2.       | 2,24 m |
| 1997 | Mistrovství světa v atletice       | Athény, Řecko         | 9.       | 2,29 m |
| 1998 | Mistrovství Evropy v atletice 1998 | Budapešť, Maďarsko    | 4.       | 2,32 m |
| 1998 | Finále Grand Prix                  | Moskva, Rusko         | 5.       | 2,25 m |
| 1998 | Světový pohár v atletice           | Johannesburg, JAR     | 4.       | 2,25 m |
| 1999 | Halové mistrovství světa 1999      | Maebaši, Japonsko     | 4.       | 2,30 m |
| 1999 | Mistrovství světa v atletice 1999  | Sevilla, Španělsko    | 3.       | 2,32 m |
| 2000 | Halové mistrovství Evropy 2000     | Gent, Belgie          | 2.       | 2,34 m |
| 2001 | Halové mistrovství světa 2001      | Lisabon, Portugalsko  | 5.       | 2,25 m |
| 2001 | Mistrovství světa v atletice 2001  | Edmonton, Kanada      | 1.       | 2,36 m |
| 2002 | Mistrovství Evropy v atletice 2002 | Mnichov, Německo      | 7.       | 2,25 m |
| 2002 | Světový pohár v atletice           | Madrid, Španělsko     | 5.       | 2,15 m |